# Lichinomycetes
Lichinomycetes Reeb, Lutzoni & Cl. Roux 2004 es una clase de hongos ascomicetos con un único orden Lichinales con todas sus especies liquenizadas. La posición taxonómica de este grupo se encuentra discutida aunque diversos estudios moleculares han puesto de manifiesto una fuerte relación con Lecanorales y un probable origen temprano del grupo.
Morfológicamente forman talos crustáceos, foliosos, fruticulosos o gelatinosos.
La característica más sobresaliente de los líquenes pertenecientes al orden Lichinomycetes se corresponde con sus estructuras reproductivas sexuales que son del tipo apotecio, peritecio o más raramente picnidios tanto peltados como inmersos en el talo. Las ascas son prototunicadas, con una delgada pared celular sin estructuras apicales que faciliten la dehiscencia. Las ascosporas producidas son hialinas y aseptadas.